# Saison 2024-2025 de l'USL Dunkerque
 (juin 2024).
Chronologie
Saison suivante
La saison 2024-2025 du USL Dunkerque est la 38e saison du club nordiste en deuxième division du championnat de France, la deuxième consécutive du club au deuxième niveau de la hiérarchie du football français.
Le club évolue en Ligue 2 et Coupe de France.
L'équipe est dirigée par Luís Castro. Il s'agit de la première saison où le nouveau propriétaire du club – le groupe Amissos – a la main sur le mercato d'été. Le club ayant été racheté à la fin de l'intersaison l'année dernière.

## Effectif

### Gestion des fins de contrat

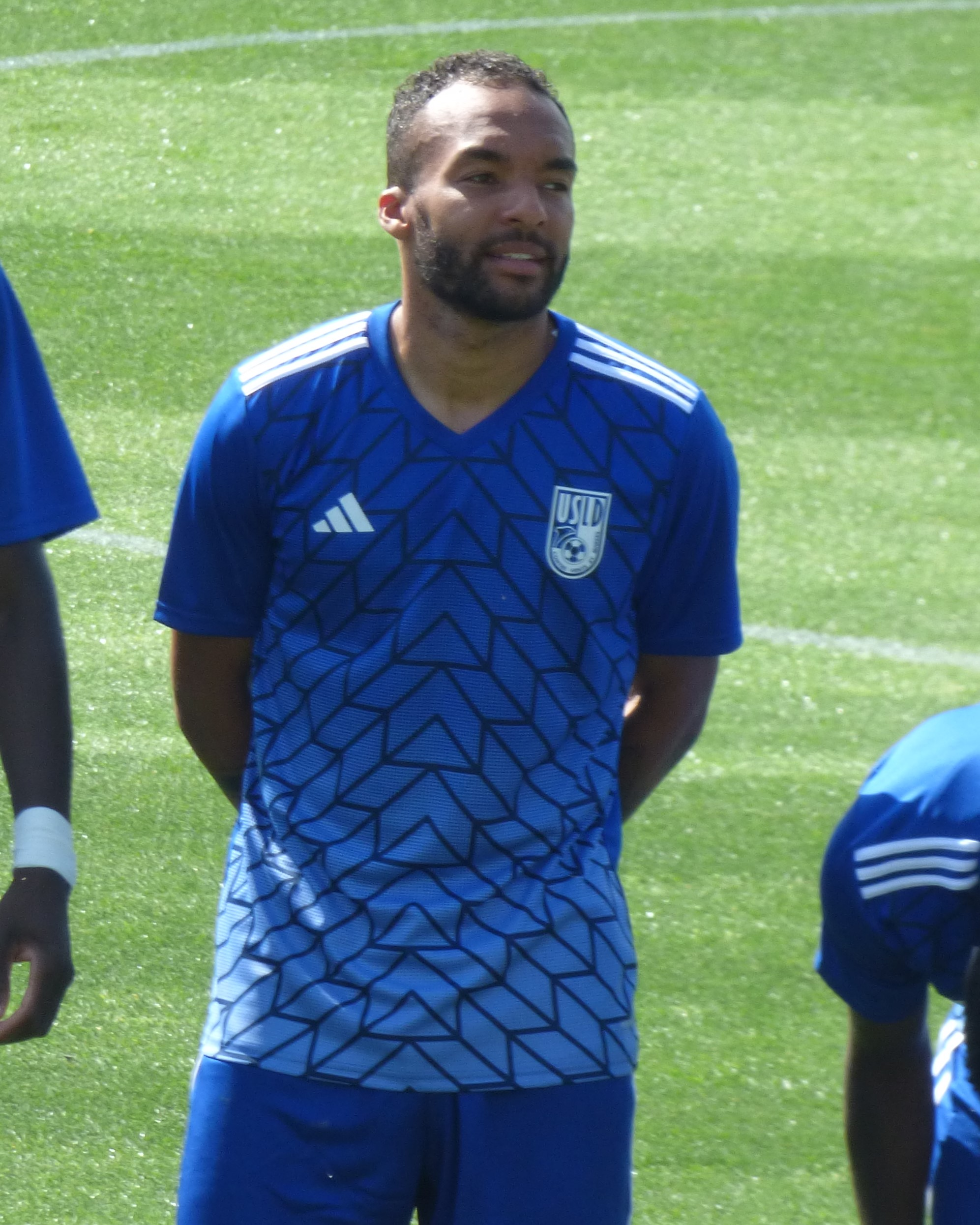
Junior Senneville, « gardien du temple » dunkerquois selon Demba Ba prolonge avec le club maritime.

Le maintien obtenu en fin de saison dernière en Ligue 2 a permis l'activation de plusieurs « clauses de maintien » dans les rangs dunkerquois. C'est ainsi que l'entraineur maritime Luís Castro arrivé en cours de saison et dont le contrat se terminait en juin 2024 est désormais lié au club dunkerquois jusqu'en juin 2026. Il en va de même pour Gaetan Courtet, l'attaquant dont le contrat se terminait en juin a ainsi prolongé d'un saison dans le Nord.
Le club s'est également entendu avec Junior Senneville afin de prolonger d'une saison le contrat de ce dernier. Bien que peu utilisé la saison dernière dans l'équipe première, le joueur guadeloupéen incarne pour Demba Ba, directeur sportif dunkerquois, « le respect des valeurs et de la culture dunkerquoise ».
Deux autres joueurs cadres de la saison dernière arrivaient en fin de contrat en juin 2024 : le capitaine Opa Sanganté et le défenseur Bendjaloud Youssouf. Leur absence de la liste des départs officielles et leur présence aux deux premiers matchs de préparation laissent penser qu'ils ont prolongé leur contrat sans que le club ait communiqué dessus.

### Mercato estival

#### Départs
Peu utilisé la saison dernière avec 11 titularisations, Tidiane Keïta quitte le club dunkerquois libre de tout contrat. Le milieu de terrain, acteur majeur de la remontée du club nordiste en Ligue 2 en 2023, s'engage avec le club de Petrolul en première division roumaine.
Revenu à l'USL Dunkerque au mercato d'hiver, Alioune Ba a rapidement été gêné par une blessure puis par la montée en puissance de Bram Lagae en défense centrale. L'opération maintien réalisée avec succès, le défenseur ne poursuit pas l'aventure avec Dunkerque.

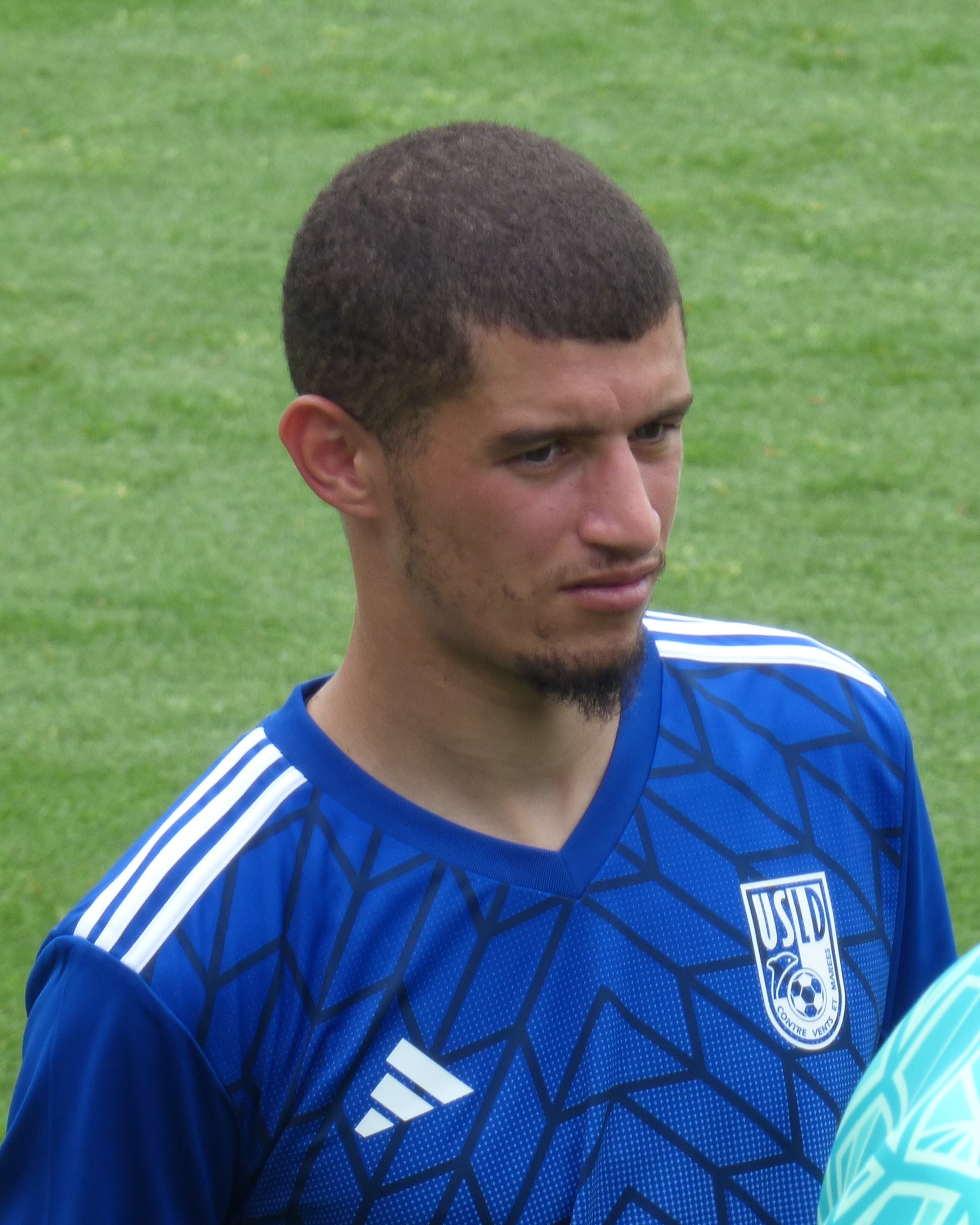
Driss Trichard, resté 3 saisons à l'USLD, ne continue pas l'aventure avec Dunkerque.

Recrue majeure du dernier mercato d'été, Armand Gnanduillet n'a jamais réussi à s'imposer au sein de l'attaque dunkerquoise. Celui qui avait marqué 15 buts avec Le Mans lors de la saison 2022-2023 de National n'a pointé qu'à 2 cette saison. Il aura une nouvelle occasion de briller en National puisqu'il s'est engagé avec le FC Sochaux-Montbéliard
.
Arrivé dans un club en reconstruction après la descente de Ligue 2 en 2022, Samy Baghdadi a fortement contribué à la remontée du club en deuxième division. Il n'a malheureusement pas pu exprimer son talent sur le long terme en raison de plusieurs longues blessures. Il retrouvera cette saison le National en évoluant avec le club de Versailles.
Plus ancien membre de l'effectif dunkerquois, Driss Trichard arrivé en 2021 est passé par toutes les sensations au sein du vestiaire maritime : une relégation, une montée et un maintien en toute fin de saison. Très peu utilisé par Luis Castro sur la phase retour de la saison dernière, le club et le joueur se sont séparés à la fin de son contrat.
Yohan Bilingi quitte également le club de la « cité de Jean Bart » à l'issue de son contrat. Avec 73 matchs à son compteur en 2 saisons, c'est un des cadres de l'effectif dunkerquois qui quitte le navire.
Recruté la saison dernière pour être un des éléments principaux de l'entrejeu dunkerquois, l'ancien capitaine ruthénois Rémy Boissier n'a pas réussi à se mettre pleinement en valeur au cours de la saison malgré quelques fulgurances comme son but victorieux à l'Abbé-Deschamps. Il fut ainsi rapidement barré par Gbamin et Anziani. Initialement sous contrat avec Dunkerque jusqu'en juin 2025, le joueur a rompu son contrat avant de s'engager avec Valenciennes.
Arrivé en fin de contrat en juin 2024, Julien Anziani ne poursuit pas non plus l'aventure avec le club nordiste. Désireux de se rapprocher de sa Corse natale, le milieu de terrain s'engage avec son club formateur : l'AC Ajaccio. Celui qui fut un élément essentiel du maintien dunkerquois la saison dernière retrouve ainsi Mathieu Chabert, l'entraineur ayant fait monter la formation maritime en Ligue 2 en 2023.
Autre élément dunkerquois fortement lié à « l'ère Mathieu Chabert », le gardien Arnaud Balijon ne prolonge pas. Celui qui fut un des héros de la montée en Ligue 2 a été longuement éloigné des terrains à la suite d'une blessure la saison dernière et a ensuite fait les frais des très bonnes performances de son remplaçant Mohamed Koné. Le portier rejoint l'AS Cannes en National 2.
Freddy Mbemba et l'USL Dunkerque se séparent officiellement à la fin de contrat de l'ailier. Membre important de l'effectif ayant obtenu la montée en 2003, le joueur n'a pas connu la Ligue 2 la saison dernière puisqu'il a été prêté au Nîmes Olympique en National. Au retour de son prêt Mbemba n'aura toujours pas l'occasion de découvrir la deuxième division cette saison car il a signé au FC Versailles.
Recrue « surprise » de la saison dernière en provenance de l'Amérique du Sud, Ángel Orelien n'a pas réussi à s'imposer dans le groupe dunkerque. Il a ainsi fini la saison en jouant avec la réserve dunkerquoise. Il quitte ainsi le club nordiste le 6 août en même temps que Assane N’Doye, passé anonymement au club. 
Aucun joueur prêté la saison dernière n'a vu son prêt renouveler cette saison. Dunkerque s'est donc séparé de Elhadj Bah et Moussa Guel tous deux en provenance du club partenaire de Samsunspor en Turquie, de François Mughe sous contrat avec Olympique de Marseille, du gardien du Havre AC Mohamed Koné, de son homologue parisien Lucas Lavallée, de Aïman Maurer du Clermont Foot 63, de Achraf Laâziri prêté par l'Olympique lyonnais et de Bram Lagae qui retourne à La Gantoise en Jupiler Pro League.

#### Arrivées
Le 10 juin 2024, l'USL Dunkerque annonce la première recrue de son mercato estival. Il s'agit de Marco Essimi. L'attaquant arrive de l'AS Saint-Priest promue cette saison en National 2. Il s'est particulièrement distingué la saison dernière en marquant 14 buts dont 4 en coupe de France où le club de la métropole lyonnaise a atteint les huitièmes de finale. Il s'engage avec Dunkerque pour deux saisons.
Le même jour, Maxence Rivera arrive en provenance de l'AS Saint-Étienne où il a fait plusieurs apparitions en Ligue 2 la saison passée. Il est également l'auteur de 6 buts avec la réserve stéphanoise lors de cette saison.

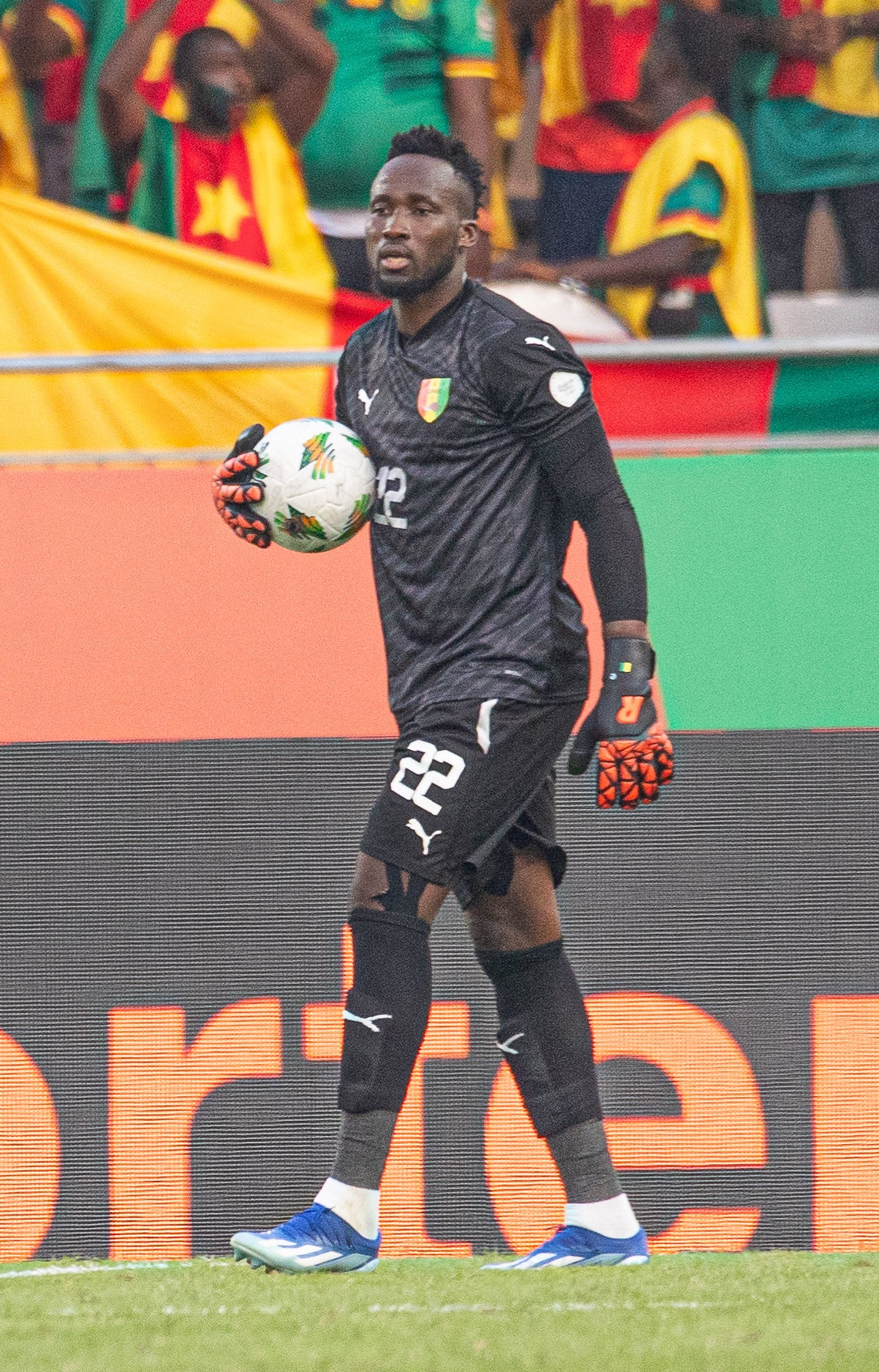
Le gardien de but international guinéen Ibrahim Koné arrive à l'USL Dunkerque afin d'apporter son expérience.

Le 4 juillet 2024, le Stade de Reims et le club maritime se mettent d'accord sur le prêt du jeune gardien de but Ewen Jaouen. Le Rémois s'est distingué la saison dernière en participant activement en tant que joker médical à la fin de saison « régulière » du Rodez AF ainsi qu'au barrage de promotion du club aveyronnais.
Deuxième arrivée le 4 juillet, le brésilien Abner Felipe Souza De Almeida dit « Abner Felipe » arrive à Dunkerque en provenance du RWD Molenbeek qui a été relégué en deuxième division belge en fin de saison dernière. Le défenseur est notamment passé par la réserve du Real Madrid au cours de sa carrière.
Alec Georgen pose ses valises dans la cité nordiste le même jour. Le défenseur polyvalent qui a été formé au Paris Saint-Germain jouait à l'US Concarneau en Ligue 2 la saison dernière. Le joueur francilien, nommé dans l'équipe-type de National la saison des montées concarnoises et dunkerquoises, a pleinement participé à la saison bretonne en jouant 31 matchs et en offrant 3 passes décisives.
Ibrahim Koné rejoint l'USL Dunkerque le 8 juillet. L'expérimenté gardien de but international guinéen quitte ainsi le Hibernians FC en première division maltaise pour venir apporter son expérience dans les cages dunkerquoises.
Formé au FC Nantes, Vincent Sasso est de retour en France après avoir passé 10 ans à l'étranger et notamment en première division portugaise. L'expérimenté défenseur central rejoint l'USL Dunkerque le 14 juillet.
Révélation de la saison dernière en National 3 où il a inscrit 14 buts en 21 rencontres avec le réserve du Stade de Reims, Antoine « Anto » Sekongo rejoint la cité de Jean Bart pour 2 ans. Le milieu offensif s'engage avec Dunkerque le 16 juillet.
Le 28 juillet, l'attaquant néerlandais Kay Tejan pose ses valises à Dunkerque. Le joueur est notamment passé par la seconde division néerlandaise et la première division polonaise. Celui qui a également connu les éliminatoires de la Ligue des Champions s'est engagé deux ans avec le club maritime.
| Nat.     | Nom                  | Poste     | Transfert      | Provenance/Destination | Championnat        | Réf.     |          |
| Arrivées | Arrivées             | Arrivées  | Arrivées       | Arrivées               | Arrivées           | Arrivées | Arrivées |
| -------- | -------------------- | --------- | -------------- | ---------------------- | ------------------ | -------- | -------- |
|          | Freddy Mbemba        | Attaquant | Retour de prêt | Nîmes Olympique        | National           |          |          |
|          | Ludéric Etonde       | Attaquant | Retour de prêt | Stade briochin         | National 2         |          |          |
|          | Guiry Egny           | Milieu    | Retour de prêt | Paris 13 Atletico      | National           |          |          |
|          | Geoffrey Kondo       | Défenseur | Retour de prêt | AS Furiani-Agliani     | National 2         |          |          |
|          | Marco Essimi         | Attaquant | Libre          | AS Saint-Priest        | National 2         |          |          |
|          | Maxence Rivera       | Attaquant | Libre          | AS Saint-Étienne       | Ligue 2            |          |          |
|          | Ewen Jaouen          | Gardien   | Prêt           | Stade de Reims         | Ligue 1            |          |          |
|          | Felipe Abner         | Défenseur | Libre          | RWD Molenbeek          | Jupiler Pro League |          |          |
|          | Alec Georgen         | Défenseur | Libre          | US Concarneau          | Ligue 2            |          |          |
|          | Ibrahim Koné         | Gardien   | Libre          | Hibernians FC          | Premier League     |          |          |
|          | Vincent Sasso        | Défenseur | Libre          | Boavista FC            | Primeira Liga      |          |          |
|          | Anto Sekongo         | Milieu    | Libre          | Stade de Reims         | Ligue 1            |          |          |
|          | Kay Tejan            | Attaquant | Libre          | ŁKS Łódź               | Ekstraklasa        |          |          |
| Départs  |                      |           |                |                        |                    |          |          |
|          | Rémy Boissier        | Milieu    | -              | Valenciennes FC        | National           |          |          |
|          | Tidiane Keïta        | Milieu    | Fin de contrat | FC Petrolul Ploiești   | Liga I             |          |          |
|          | Alioune Ba           | Défenseur | Fin de contrat |                        |                    |          |          |
|          | Jean-Philippe Gbamin | Milieu    | Fin de contrat |                        |                    |          |          |
|          | Armand Gnanduillet   | Attaquant | Fin de contrat | FC Sochaux-Montbéliard | National           |          |          |
|          | Samy Baghdadi        | Attaquant | Fin de contrat | FC Versailles 78       | National           |          |          |
|          | Freddy Mbemba        | Attaquant | -              | FC Versailles 78       | National           |          |          |
|          | Driss Trichard       | Défenseur | Fin de contrat |                        |                    |          |          |
|          | Yohan Bilingi        | Défenseur | Fin de contrat |                        |                    |          |          |
|          | Arnaud Balijon       | Gardien   | Fin de contrat | AS Cannes              | National 2         |          |          |
|          | Julien Anziani       | Milieu    | Fin de contrat | AC Ajaccio             |                    |          |          |
|          | Elhadj Bah           | Attaquant | Fin de prêt    | Samsunspor             | Süper Lig          |          |          |
|          | François Mughe       | Attaquant | Fin de prêt    | Olympique de Marseille | Ligue 1            |          |          |
|          | Mohamed Koné         | Gardien   | Fin de prêt    | Le Havre AC            | Ligue 1            |          |          |
|          | Lucas Lavallée       | Gardien   | Fin de prêt    | Paris SG               | Ligue 1            |          |          |
|          | Aïman Maurer         | Milieu    | Fin du prêt    | Clermont Foot 63       | Ligue 2            |          |          |
|          | Achraf Laâziri       | Défenseur | Fin du prêt    | Olympique lyonnais     | Ligue 1            |          |          |
|          | Moussa Guel          | Attaquant | Fin de prêt    | Samsunspor             | Süper Lig          |          |          |
|          | Bram Lagae           | Défenseur | Fin de prêt    | KAA La Gantoise        | Jupiler Pro League |          |          |
|          | Ibrahima Sy          | Milieu    | Fin de prêt    | KVC Westerlo U21       | Jupiler Pro League |          |          |

## Historique de la saison

### Matchs de préparation
Le début de saison de Ligue 2 ayant été décalé au 17 août 2024 en raison de l'organisation des Jeux olympiques 2024, l'USL Dunkerque reprend l'entrainement le 3 juillet. C'est un groupe amputé de 6 joueurs en fin de contrat et de 8 joueurs en fin de prêt qui se retrouve sur les terrains dunkerquois. Si Jean-Philippe Gbamin n'est officiellement plus un joueur des « Maritimes » depuis le 1er juillet, il continue néanmoins de s'entrainer avec le club nordiste dans l'attente d'un projet plus prestigieux.
Plusieurs joueurs sous contrat ou prêtés viennent rapidement garnir les rangs dunkerquois. On retrouve également à l'entrainement des joueurs à l'essai : Rubens Adélaïde, gardien du Racing CF la saison dernière, Ayman Ouhatti, ancien joueur d'Amiens, Kylian Hazard, frère d'Eden et Soumaïla Traoré, joueur de la réserve de l'Olympique de Marseille. 
La plupart de ces « candidats » participent au premier match de préparation à Saint-Omer opposant l'équipe dunkerquoise à l'Entente Feignies-Aulnoye, club de National 2. Les deux équipes se quittent sur un match nul et vierge.
Dans les jours suivants ce premier match amical, l'effectif continue d'évoluer au gré du mercato. Un jeune gardien serbe, Mateja Premovic vient également réaliser un essai dans le club dunkerquois.
Il participe au deuxième match de préparation pour lequel l'USL Dunkerque réalise le court déplacement jusqu'au Stade de la Libération à Boulogne-sur-Mer pour y affronter le club local de l'US Boulogne CO.
Dunkerque l'emporte trois buts à deux face au promu de National 2 grâce à deux buts de Courtet et une première réalisation de la recrue « Anto » Sekongo.
Alors que l'USL Dunkerque avait l'habitude ces dernières saisons d'affronter des adversaires des Hauts-de-France ou de Flandre belge lors de ces matchs de préparation, le club a cette fois-ci pris la direction du stade Léo Lagrange de Saint-Nazaire pour y affronter le FC Nantes. Les pensionnaires de Ligue 1 ouvrent rapidement la marque par l'intermédiaire de Moses Simon. Rivalisant dans le jeu avec les Nantais, Dunkerque a dû attendre la seconde mi-temps et un penalty de Courtet pour revenir au score. Dans les arrêts de jeu, une erreur défensive nordiste permet à Fabien Centonze de sceller la victoire des « canaris » deux buts à un.
Au retour des Pays de la Loire le 29 juillet, l'USL Dunkerque part en stage au Touquet.

## Compétitions

### Championnat
La Ligue 2 2024-2025 est la 86e édition du championnat de France de football de deuxième division et la 22e sous l'appellation « Ligue 2 ». La division oppose dix-huit clubs en une série de trente-quatre rencontres. Les meilleurs de ce championnat 1er et 2e montent au niveau supérieur, le 3e attend le vainqueur du barrage entre le 4e et le 5e et le gagnant de ses barrages affrontent le 16e de Ligue 1. En bas de classement le 17e et le 18e sont reléguées en National et le 16e affronte le 3e du niveau inférieur. L'USL Dunkerque participe à cette compétition pour la 38e fois de son histoire et la 2e fois de suite depuis la saison 2023-2024.
Lors de cette édition, le FC Metz, le FC Lorient et le Clermont Foot 63 remplacent l'AJ Auxerre, champion de Ligue 2 en 2023-2024, l'Angers SCO et l'AS Saint-Étienne. Puis le Red Star et le FC Martigues remplacent l'ESTAC Troyes, l'US Quevilly, l'US Concarneau et le Valenciennes FC.

### Classement
| Rang | Équipe        | Pts | J  | G  | N  | P  | Bp | Bc | Diff | Promotion ou relégation                 |
| ---- | ------------- | --- | -- | -- | -- | -- | -- | -- | ---- | --------------------------------------- |
| 2    | Paris FC      | 69  | 34 | 21 | 6  | 7  | 55 | 33 | +22  | Promotion en Ligue 1                    |
| 3    | FC Metz R     | 65  | 34 | 18 | 11 | 5  | 64 | 34 | +30  | Participation aux barrages de promotion |
| 4    | USL Dunkerque | 56  | 34 | 17 | 5  | 12 | 47 | 40 | +7   | Participation aux barrages de promotion |
| 5    | EA Guingamp   | 55  | 34 | 17 | 4  | 13 | 57 | 45 | +12  | Participation aux barrages de promotion |
| 6    | FC Annecy     | 51  | 34 | 14 | 9  | 11 | 42 | 43 | −1   |                                         |

#### Évolution du classement et des résultats
| Journée   | 01 | 02 | 03 | 04 | 05 | 06 | 07 | 08 | 09 | 10 | 11 | 12 | 13 | 14 | 15 | 16 | 17 | 18 | 19 | 20 | 21 | 22 | 23 | 24 | 25 | 26 | 27 | 28 | 29 | 30 | 31 | 32 | 33 | 34 |
| --------- | -- | -- | -- | -- | -- | -- | -- | -- | -- | -- | -- | -- | -- | -- | -- | -- | -- | -- | -- | -- | -- | -- | -- | -- | -- | -- | -- | -- | -- | -- | -- | -- | -- | -- |
| Terrain   | D  | E  | D  | E  | D  | D  | E  | D  | E  | D  | E  | D  | E  | D  | E  | D  | E  | E  | D  | E  | D  | E  | D  | D  | E  | E  | D  | E  | D  | E  | D  | E  | D  | E  |
| Résultats | D  | D  | V  | V  | V  | V  | N  | V  | D  | V  | D  | V  | V  | V  | D  | V  | N  | N  | D  | V  | D  | V  | V  | V  | V  | D  | D  | D  | V  |    |    |    |    |    |
| Points    | 0  | 0  | 3  | 6  | 9  | 12 | 13 | 16 | 16 | 19 | 19 | 22 | 25 | 28 | 28 | 31 | 32 | 33 | 33 | 36 | 36 | 39 | 42 | 45 | 48 | 48 | 48 | 48 | 51 |    |    |    |    |    |
| Place     | 15 | 15 | 14 | 11 | 8  | 3  | 5  | 3  | 4  | 3  | 5  | 4  | 3  | 2  | 4  | 3  | 2  | 3  | 4  | 4  | 4  | 4  | 4  | 3  | 3  | 4  | 4  | 5  | 4  |    |    |    |    |    |

Mis à jour le : 7 Avril 2025.
Source : lfp.fr (Ligue de football professionnel)

Terrain : D = Domicile ; E = Extérieur. Résultat: D = Défaite ; N = Nul ; V = Victoire.